# Reklama uciążliwa

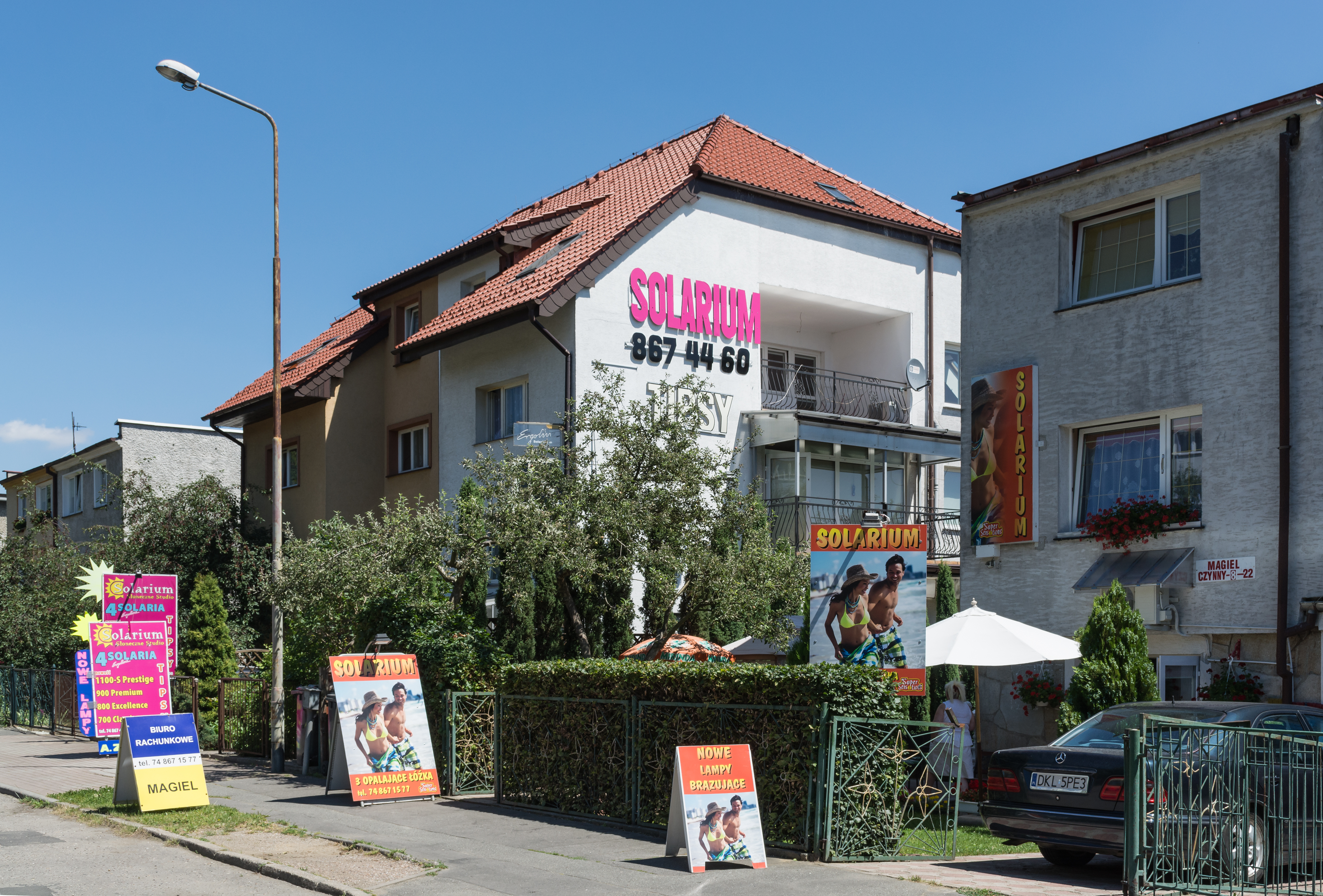
Tablice reklamowe utrudniające ruch pieszych

Reklama uciążliwa, polega na ingerowaniu w sferę prywatności potencjalnych odbiorców w miejscach publicznych przez nagabywanie, przesyłanie niezamówionych towarów, nadużywanie technicznych środków przekazu. W celu ochrony konsumenta powstała ustawa o zwalczaniu nieuczciwej konkurencji (art. 16 ust. 1 pkt 5), w której reklama uciążliwa jest określona jako niedopuszczalna.